# 福贡铁线莲
福贡铁线莲（学名：Clematis tsaii）为毛茛科铁线莲属下的一个种。

## 扩展阅读
- 維基物種上的相關：福贡铁线莲